# 霍山黄芽
霍山黄芽是黄茶的一种，主要产于安徽省霍山县磨子潭镇东流河村，大化坪、漫水河、上土市九宫山等地。霍山黄芽源于唐朝之前。唐李肇《国史补》把寿州霍山黄芽列为十四品目贡品名茶之一。明代王象亚的《群芳谱》亦称“寿州霍山黄芽之佳品也。”
该茶条形紧密，形如雀舌，颜色金黄，白毫显露，汤色黄绿，香醇浓郁，有板栗香气。
霍山黄芽属于中国地理标志产品。同时有说法将其归为安徽三黄之一。